# Stephania longa
Stephania longa là một loài thực vật có hoa trong họ Biển bức cát. Loài này được Lour. miêu tả khoa học đầu tiên năm 1790.